# Slavnica
Slavnica (hongrois : Szalonca) est un village de Slovaquie situé dans la région de Trenčín.

## Histoire
La première mention écrite du village date de 1379.

## Démographie

### Évolution de la population
| Année:               | 1994. | 2004.   | 2014.   | 2024.   |
| -------------------- | ----- | ------- | ------- | ------- |
| Nombre de personnes: | 786   | 820     | 846     | 864     |
| Différence:          |       | +4,32 % | +3,17 % | +2,12 % |

| Année:               | 2023. | 2024.   |
| -------------------- | ----- | ------- |
| Nombre de personnes: | 856   | 864     |
| Différence:          |       | +0,93 % |